# Marshalltown, Iowa
Marshalltown là một thành phố thuộc quận Marshall, tiểu bang Iowa, Hoa Kỳ. Năm 2010, dân số của thành phố này là 27552 người.

## Dân số
Dân số qua các năm:
- Năm 2000: 26009 người.
- Năm 2010: 27552 người.